# L'Escalier des cent marches
Pour les articles homonymes, voir The Warning.
Pour plus de détails, voir Fiche technique et Distribution.
L'Escalier des cent marches (titre original : The Warning) est un film américain réalisé par George B. Seitz et sorti en 1927.

## Fiche technique
- Titre original : The Warning
- Réalisation : George B. Seitz
- Scénario : H. Milner Kitchin, Lillian Ducey, George B. Seitz
- Producteur : Harry Cohn
- Photographie : Ray June
- Direction artistique : Robert E. Lee
- Distributeur : Columbia Pictures
- Durée : 56 minutes (6 bobines)[1]
- Date de sortie :
  - États-Unis : 26 novembre 1927

## Distribution
- Jack Holt : Tom Fellows / Col. Robert Wellsley
- Dorothy Revier : Mary Blake
- Frank Lackteen : Tso Lin
- Pat Harmon : London Charlie
- Eugene Strong : No. 24
- George Kuwa: Ah Sung
- Norman Trevor : Sir James Gordon